# Юлий Сакровир
Юлий Сакровир (лат. Julius Sacrovir; погиб в 21 году) — молодой эдуянин знатного происхождения, главный вождь восстания галлов при императоре Тиберии.
Галльские области, задавленные римским игом и тяжестью податей, были готовы к восстанию. Сакровир захватил Августодун — город, считавшийся столицей Галлии, — провозгласил свободу и стал во главе 40-тысячного войска. Однако оно не устояло против легионеров под предводительством Силия и было разбито наголову. Сакровир и несколько его приближенных подожгли дом, в котором укрылись, и таким образом погибли.